# Kożuszki
Kożuszki [pronunciación en polaco: /kɔˈʐuʂkʲi/] (en ucraniano: Кожушки, romanizado: Kozhushky) es un pueblo en el distrito administrativo de Gmina Międzyrzec Podlaski, dentro Distrito de Biała Podlaska, Voivodato de Lublin, en el este de Polonia. Se encuentra aproximadamente 15 kilómetros al noroeste de Międzyrzec Podlaski, 30 kilómetro al oeste de Biała Podlaska, y 95 kilómetros al norte de la capital regional, Lublin.